# Eirene White
Pour les articles homonymes, voir White.
Eirene Lloyd White, baronne White (née Jones ; 7 novembre 1909-23 décembre 1999), est une femme politique et journaliste travailliste britannique.

## Jeunesse
White est née à Belfast, la fille du Dr Thomas Jones, plus connu sous le nom de «TJ», un fonctionnaire réputé et un pédagogue. Elle fait ses études à la St Paul's Girls' School de Londres et au Somerville College d'Oxford, où elle étudie la philosophie, la politique et l'économie. Elle passe un an à Heidelberg avant de travailler pour la New York Public Library. De retour en Angleterre, elle étudie les politiques du logement et les problèmes des sans-abri.

## Carrière
Pendant la Seconde Guerre mondiale, White rejoint le service volontaire des femmes et devient secrétaire régionale galloise. Elle est recrutée par le ministère du Travail pour aider à la formation des travailleurs du Pays de Galles, en particulier des femmes, pour l'effort de guerre. Elle travaille également comme fonctionnaire au Board of Education jusqu'en 1945 et après la guerre en tant que correspondante politique pour le Manchester Evening News et la BBC. En 1948, elle épouse son collègue correspondant du lobby de la Chambre des communes, John Cameron White.
White se présente aux élections générales de 1945 dans le Flintshire sans succès. Elle est élue membre du Comité exécutif national du Parti travailliste dans la section des femmes en 1947. Elle est élue députée travailliste d'East Flint en 1950, l'une des premières femmes députées au Pays de Galles. Un premier projet de loi d'initiative parlementaire encourage le gouvernement à assouplir les lois sur le divorce. Agacée par les combats entre la gauche et la droite, elle démissionne du NEC en 1953 mais revient en 1959 jusqu'en 1972.
Lorsque le parti travailliste arrive au pouvoir sous Harold Wilson en 1964, White est Sous-secrétaire d'État parlementaire au Colonial Office, en 1966 ministre d'État aux Affaires étrangères et en 1967 ministre d'État au bureau gallois pendant trois ans. 
Elle est présidente de la Fabian Society et du Parti travailliste NEC en 1968–1969. Elle est gouverneur du British Film Institute et membre du conseil d'administration du Trade Films Council.
En 1970, elle quitte la Chambre des communes et est créée pair à vie le 12 octobre 1970 en prenant le titre de baronne White, de Rhymney dans le comté de Monmouth. Elle est ensuite présidente de Coleg Harlech et gouverneur de la Bibliothèque nationale du pays de Galles. Elle est présidente de la Land Authority for Wales (1976–80), vice-présidente du Metrication Board (1972–76) et membre de la Commission royale d'enquête sur la pollution de l'environnement (1974–81). Elle est vice-présidente de la Chambre des lords de 1979 à 1989. Elle reçoit un diplôme honorifique (docteur en droit) de l'Université de Bath en 1983.

## Vie privée
En 1948, elle épouse son collègue correspondant du lobby de la Chambre des communes, John Cameron White (1911–1968). Ils n'ont pas d'enfants.
Elle est décédée à l'âge de 90 ans à Abergavenny.